# Хаџи Лојо
Хаџи Лојо (право име Салих Вилајетовић; Сарајево 1834 — Мека 1887) био је радник у каменоломима, кириџија и вероучитељ у почетним школама.

## Биографија
Вилајетовић је рођен 1834. године у Сарајеву, главном граду тада Босанског вилајета. Годинама је обављао верске обреде у џамијама и радио је у образовним институцијама у Сарајеву.
Најпре се истицао у отпору реформама које је спроводила централна турска власт, а на глас је изишао кад је 1872. устао против градње нове српске православне цркве у Сарајеву. Пре окупације се одметнуо од власти и чинио разне испаде и разбојништва, тако да су турске власти расписивале потере за њим и његовом дружином.
Непосредно пред окупацију Сарајева Хаџи Лојо агитује у масама за борбу против окупације. У догађајима који су претхопдили окупацији и у периоду кад је збачана турска власт и проглашена Народна влада, Хаџи Лојо је имао значајну улогу, као један од вођа сарајевског становништва, нарочито нижих слојева. Имућнији слојеви су гледали на њега с неповерењем и сматрали га хајдуком.
У борбама са аустроугарском војском није непосредно учествовао. Уз све то окупатор га је сматрао главним организатором отпора у Сарајеву, иако је организаторима отпора више сметао него помогао, тако да су 14. августа 1879. покушали да га убију.
У ноћу између 16 и 17. августа, пошто се сам ранио, Хаџи Лојо, је напустио Сарајево и рањен се сакривао око Рогатице и Горажда где је и пронађен 2. септембра. У септембру 1879. осуђен је смрти, али му је казна смањена на 5 година тамнице, колико је и одлежао u Терезијенштату у Моравској.
По издржаној казни, Хаџи Лоји није било дозвољено да се врати у Босну, па је отишао у Турску.
Бранислав Нушић је 1908. године написао роман заснован на Хаџи Лоју. Решад Кадић је такође 1982. године написао роман заснован на њему.